# Schizostachyum distans
Schizostachyum distans är en gräsart som först beskrevs av C.E.Parkinson, och fick sitt nu gällande namn av H.B. Naithani och Sigamony Stephen Richard Bennet. Schizostachyum distans ingår i släktet Schizostachyum och familjen gräs. Inga underarter finns listade i Catalogue of Life.